# Divize B 2007/2008
V soubojích 43. ročníku České divize B 2007/2008 se utkalo 16 týmů dvoukolovým systémem podzim – jaro. Tento ročník začal v srpnu 2007 a skončil v červnu 2008.

## Nové týmy v sezoně 2007/08
- Z ČFL 2006/07 do Divize B sestoupilo mužstvo FK Teplice B.
- Z krajských přeborů postoupila tato mužstva: SK Horní Měcholupy z pražského přeboru, SK Rakovník ze středočeského přeboru, FC Jiskra Hazlov z karlovarského přeboru a SK Sokol Brozany z ústeckého přeboru.
- Z Divize C sem bylo přeřazeno mužstvo SK Český Brod.

## Kluby podle přeborů
- Pražský (3): Bohemians Praha 1905 B, SK Horní Měcholupy, FK Loko Vltavín
- Středočeský (5): SK Český Brod, SK Viktorie Jirny, SK Kladno B, TJ Sokol Libiš, SK Rakovník
- Karlovarský (2): FC Jiskra Hazlov, FK Baník Sokolov B
- Ústecký (5): SK Sokol Brozany, FC Chomutov, FK Litvínov, FK SIAD Most B, FK Teplice B
- Liberecký (1): Jiskra Nový Bor

## Výsledná tabulka
| Poř. | Tým                    | Z  | V  | R  | P  | VG | OG  | B  |
| ---- | ---------------------- | -- | -- | -- | -- | -- | --- | -- |
| 1.   | SK Viktorie Jirny      | 30 | 20 | 2  | 8  | 72 | 41  | 62 |
| 2.   | FK Loko Vltavín        | 30 | 16 | 10 | 4  | 43 | 18  | 58 |
| 3.   | SK Kladno B            | 30 | 16 | 8  | 6  | 56 | 33  | 56 |
| 4.   | FK Teplice B           | 30 | 14 | 8  | 8  | 56 | 36  | 50 |
| 5.   | FC Chomutov            | 30 | 14 | 5  | 11 | 53 | 37  | 47 |
| 6.   | Jiskra Nový Bor        | 30 | 14 | 4  | 12 | 51 | 39  | 46 |
| 7.   | SK Horní Měcholupy     | 30 | 13 | 5  | 12 | 42 | 41  | 44 |
| 8.   | FK SIAD Most B         | 30 | 13 | 5  | 12 | 56 | 60  | 44 |
| 9.   | SK Rakovník            | 30 | 13 | 3  | 14 | 45 | 59  | 42 |
| 10.  | Bohemians Praha 1905 B | 30 | 13 | 1  | 16 | 64 | 57  | 40 |
| 11.  | SK Český Brod          | 30 | 12 | 4  | 14 | 57 | 55  | 40 |
| 12.  | SK Sokol Brozany       | 30 | 11 | 6  | 13 | 41 | 49  | 39 |
| 13.  | FK Litvínov            | 30 | 11 | 4  | 15 | 50 | 60  | 37 |
| 14.  | FK Baník Sokolov B     | 30 | 10 | 6  | 14 | 44 | 55  | 36 |
| 15.  | TJ Sokol Libiš         | 30 | 9  | 3  | 18 | 38 | 51  | 30 |
| 16.  | FC Jiskra Hazlov       | 30 | 3  | 2  | 25 | 30 | 107 | 11 |

Poznámky:
- Z = Odehrané zápasy; V = Vítězství; R = Remízy; P = Prohry; VG = Vstřelené góly; OG = Obdržené góly; B = Body

|  | Přesun do Divize A                      |
|  | Přesun do Divize C                      |
|  | Sestup do příslušného krajského přeboru |

- Klub SK Viktorie Jirny postup do ČFL odmítl[1].